# کمال قلیچ‌داراوغلو
کمال قلیچ‌داراوغلو (به ترکی استانبولی: Kemal Kılıçdaroğlu) (زاده ۱۷ دسامبر ۱۹۴۸) معروف به بای کمال، سیاستمدار سوسیال دموکرات، اقتصاددان و کارمند بازنشسته دولتی اهل ترکیه است. وی از سال ۲۰۱۰ رهبر حزب جمهوری خلق ترکیه (به ترکی استانبولی: Cumhuriyet Halk Partisi)، اصلی‌ترین حزب مخالف(اپوزیسیون) ترکیه و از ۷ ژوئن ۲۰۱۵ نماینده شهر ازمیر در مجلس ترکیه است.
او هفتمین رهبر قدیمی‌ترین حزب ترکیه است و جایگزین دنیز بایکال شد. در انتخابات سراسری ترکیه که در سال‌های ۲۰۰۲، ۲۰۰۷ و ۲۰۱۱ برگزار شد، وی به عنوان نماینده حوزه انتخاباتی دوم استانبول به مجلس ملی کبیر ترکیه راه یافت. وی در انتخابات سراسری ترکیه در ژوئن ۲۰۱۵، نوامبر ۲۰۱۵ و ۲۰۱۸ نیز به‌عنوان نماینده حوزه انتخاباتی دوم ازمیر وارد مجلس شد.
قلیچداراوغلو قبل از ورود به عرصه سیاست کارمند دولتی بود و از سال ۱۹۹۲ تا ۱۹۹۶ و مجدداً از سال ۱۹۹۷ تا ۱۹۹۹ به عنوان مدیرکل مؤسسه بیمه اجتماعی فعالیت کرد. او در انتخابات سراسری سال ۲۰۰۲ به مجلس راه یافت و رئیس گروه پارلمانی حزب جمهوری خلق شد. در انتخابات محلی سال ۲۰۰۹ به‌عنوان نامزد حزب جمهوری خلق برای شهرداری استانبول نامزد شد اما از نامزد حزب عدالت و توسعه شکست خورد. او در اوت ۲۰۱۲ به عنوان نایب‌رئیس انترناسیونال سوسیالیست انتخاب شد.

## جوانی
کمال قلیچ‌داراوغلو در ۱۷ دسامبر ۱۹۴۸ در روستای بالیکا در ناحیه ناظمیه استان تونجلی به عنوان چهارمین فرزند از هفت فرزند یک خانواده علوی به دنیا آمد. ده دقیقه قبل از او دوقلویی به نام عادل به دنیا آمد. نام خانوادگی قدیمی او، «کارابولوت» بود که توسط پدرش در دهه ۱۹۵۰ به «قلیچ‌داراوغلو» تغییر یافت زیرا همه در روستایی که در آن زندگی می‌کردند نام خانوادگی یکسانی داشتند. او تحصیلات ابتدایی خود را در ارجیش آغاز کرد و سه سال اول را در آنجا تحصیل کرد و کلاس چهارم را در تونجلی به پایان رساند. او برای تحصیل در دبیرستان تجارت به الازیغ نقل مکان کرد.

## ماجرای ایرانی بودن قلیچ داراوغلو
ماجرای ریشه خراسانی قلیچدار اوغلو از روزی بیشتر بر سر زبان‌ها افتاد که در یک نشست‌هفتگی حزب جمهوری خلق در معرفی خود و خانواده اش اشاره کرد که ریشه خراسانی دارد. او تاکید کرد که طایفه اش اهل خراسان ایران هستند. کمال قلیچ‌داراوغلو به گفته خودش ایرانی‌تبار است و جد او سید محمود حیرانی اهل خراسان بزرگ بوده و در دورهٔ سلجوقیان روم ساکن شهر قونیه در آناتولی شده‌بود.وی در یک نشست هفتگی حزب جمهوری خلق در معرفی خود و خانواده اش اشاره کرده که ریشه خراسانی دارد. او تأکید کرده که طایفه اش اهل خراسان ایران هستند که اجداد او در زمان سلجوقیان از خراسان به ترکیه مهاجرت کردند و در منطقه «آق‌شهیر» قونیه ساکن شده‌اند که مقبره پدربزرگش «سیدمحمود حیرانی» در همین منطقه است. بر اساس گفته‌های قلیچ‌داراوغلو همزمان با آغاز جنگ بین یاووز سلطان سلیم و شاه اسماعیل خاندان قلیچداراوغلو به استان تونجلی مهاجرت می‌کنند. اعضای خانواده کمال قلیچداراوغلو متعلق به قبیله «کوریشان» (قریشان)، یکی از برجسته‌ترین قبایل «زازا» هستند. افراد این قبیله که در قرن سیزدهم به‌دلیل حملات مغول‌ها، از خراسان به آناتولی مهاجرت کرده‌اند، به زبان زازاکی (زبانی ایرانی‌تبار) صحبت می‌کنند. البته قلیچدار اوغلو تسلط چندانی به این زبان ندارد.
کمال قلیچ‌داراوغلو تحصیلات ابتدایی و متوسطه خود را در نقاط مختلفی مانند ارجیش، تونجلی، گنچ و الازیق ادامه داد. او در رشته اقتصاد در آکادمی اقتصاد و علوم بازرگانی آنکارا دانشگاه غازی کنونی تحصیل کرد و در سال ۱۹۷۱ میلادی فارغ‌التحصیل شد. او در دوران جوانی از طریق فروش کالا امرار معاش می‌کرد.

## شغل
قلیچداراوغلو پس از دانشگاه در سال ۱۹۷۱ میلادی به عنوان کارشناس حسابداری وارد وزارت دارایی شد. او بعداً به سمت حسابدار ارتقا یافت و برای ادامه تحصیل به فرانسه فرستاده شد. وی پس از بازگشت در سال ۱۹۸۳ میلادی به سمت معاون مدیرکل اداره درآمد در همین وزارتخانه منصوب شد.

## انتخابات ۲۰۲۳ ترکیه

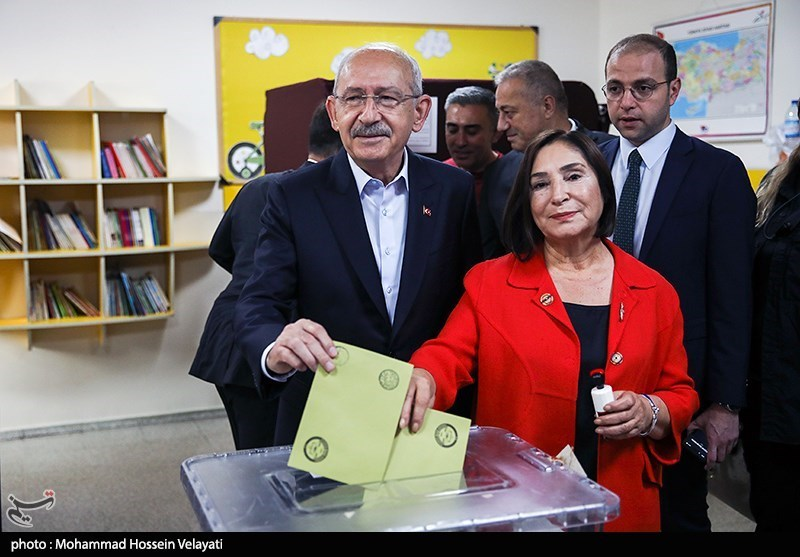
قلیچ‌داراوغلو و همسرش در انتخابات ۲۰۲۳ ترکیه، مه ۲۰۲۳‏

قلیچداراوغلو در سال ۲۰۲۳ در انتخابات ریاست جمهوری ترکیه شرکت کرد تا با رجب طیب اردوغان، سینان اوغلو و محرم اینچه رقابت کند.
دور اول انتخابات
کمال قلیچ‌داراوغلو در دور اول با کسب ۴۵ درصد کل آرا و رجب طیب اردوغان با کسب ۴۹.۳۵ درصد کل آرا انتخابات را به دور دوم کشاندند.
دور دوم انتخابات
در دور دوم انتخابات محرم اینچه با بیان اینکه نمی‌خواهد شکست اپوزیسیون به حضور او نسبت داده شود، رسماً کناره‌گیری خود را اعلام کرد. سنان اوغان به نفع رجب طیب اردوغان کناره گیری کرد  اردوغان با کسب ۵۲.۱۸ درصد آرا معادل (بیست و هفت میلیون و هشتصد و سی‌ و چهار هزار و ششصد و نود و دو) پیروز انتخابات شد و قلیچداراوغلو، نامزد مشترک ائتلاف اپوزیسیون ترکیه با کسب ۴۷.۸۲ درصد آرا معادل (بیست و پنج میلیون و پانصد و چهار هزار و پانصد و پنجاه و دو) دوم شد و از انتخابات بازماند. 